# تسونتین
تسونتین (به روسی: Цунтинский район) شهرستانی است در جمهوری داغستان روسیه. مرکز اداری این شهرستان دهکدهٔ کیدرو است. این شهرستان دارای ۸ بخش می‌باشد و در سال ۱۹۳۰ بر پا گردیده است. فرماندار این شهرستان فخرالدین شخبانوویچ مگومدینف است.